# Adrien Hébrard

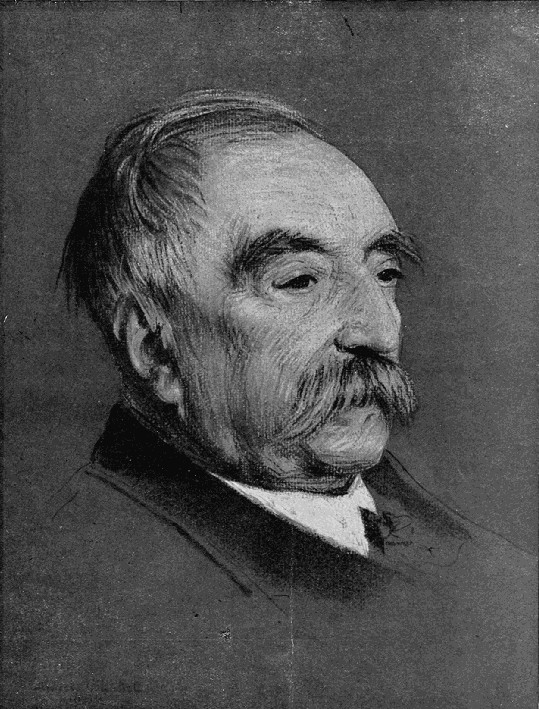

François Marie Adrien Hébrard, född 2 juni 1833, död 1914, var en fransk journalist.
Hébrard inträdde tidigt i redaktionen för Le Temps och blev 1867 dess chef. 1870-97 var han senator. Genom Hébrards inflytande fick Le Temps anseende som Frankrikes utrikespolitiskt bäst underrättade tidning och slog in på den borgerliga liberalism, som gjort tidningen till huvudorgan för den republikanskt-borgerliga finans- och indstrivärlden. Hébrard var känd för sin spiritualitet och sina bon mots, och utövade ett vidsträckt inflytande.